# Sińczyca
Sińczyca [ɕiɲˈt͡ʂɨt͡sa] (tiếng Đức: Schöningswalde) là một ngôi làng thuộc khu hành chính của Gmina Darłowo, thuộc quận Sławno, West Pomeranian Voivodeship, ở phía tây bắc Ba Lan. Nó nằm khoảng 6 kilômét (4 mi)   phía đông Darłowo, 13 km (8 mi) về phía tây Sławno và 167 km (104 mi) về phía đông bắc của thủ đô khu vực Szczecin.
Trước năm 1945, khu vực này là một phần của Đức. Đối với lịch sử của khu vực, xem Lịch sử của Pomerania.
Làng có dân số 143 người.